# Jack Spencer (sciatore)
Jack Spencer (24 settembre 2005) è uno sciatore alpino svizzero.

## Biografia
Sciatore polivalente attivo dall'ottobre del 2021, Jack Spencer ha esordito in Coppa Europa il 10 febbraio 2025 a Crans-Montana in supergigante (50ª) e ai successivi Mondiali juniores di Tarvisio 2025 ha vinto la medaglia d'argento nella combinata a squadre; non ha debuttato in Coppa del Mondo e non ha preso parte a rassegne olimpiche o iridate.

## Palmarès

### Mondiali juniores
- 1 medaglia:
  - 1 argento (combinata a squadre a Tarvisio 2025)